# True Anal Addiction
 Pour plus de détails, voir Fiche technique et Distribution
True Anal Addiction est un film pornographique réalisé par Mike Adriano (en) et sorti le 22 janvier 2018.

## Caractéristiques
Ce film de gonzo comporte des scènes de fellation, de double fellation, de gorge profonde, de double gorge profonde, d'annulingus, de sodomie, de cul à la bouche, d'éjaculation féminine et d'éjaculation faciale.

## Distribution
| Scène 1 - Adriana Chechik - Megan Rain - Mike Adriano Scène 2 - Karlee Grey - Keisha Grey - Mike Adriano | Scène 3 - Angela White - Mike Adriano Scène 4 - Anya Olsen - Mike Adriano |

## Critique
Mickey Foster du magazine XBIZ considère que « True Anal Addiction n'est jamais à court de scènes brillantes, comme le claquement apocalyptique de la sodomie avec des souillons parmi les plus cochonnes du biz. »